# Gergő Kis
Gergő Kis (Hungría, 19 de enero de 1988) es un nadador húngaro especializado en pruebas de estilo libre larga distancia, donde consiguió ser medallista de bronce mundial en 2011 en los 800 y 1500 metros.

## Carrera deportiva
En el Campeonato Mundial de Natación de 2011 celebrado en Shanghái ganó la medalla de bronce en los 800 metros estilo libre, con un tiempo de 7:44.94 segundos, tras el chino Sun Yang y el canadiense Ryan Cochrane;  y también ganó el bronce en los 1500 metros libre, de nuevo tras Sun Yang y Ryan Cochrane (plata).